# Martin Bormann
Martin Bormann (Wegeleben, 1900. június 17. – Berlin, 1945. május 2.) a Nemzetiszocialista Német Munkáspárt pártkancelláriájának vezetőjeként birodalmi miniszter. Egyik testvére, Albert Bormann a Führer kancelláriájának hivatalnoka volt. Felesége, Gerda Bormann a befolyásos Reichsleiter, Walter Buch lánya volt. Bormannt is, 23 társával együtt az első, a legfőbb háborús bűnösök ellen folytatott nürnbergi perben vád alá vonták. A Nemzetközi Katonai Bíróság két vádpontban bűnösnek találta és 1946. október 1-jén távollétében halálra ítélte, mivel akkor még nem tudta, hogy már halott, csak 1954-ben nyilvánították hivatalosan is halottnak.

## Családja
Martin Bormann apja egy bajor postai főmunkatárs, bizonyos Theodor Bormann (1862. július 1. – 1903. július 8.) volt. Theodor Bormann, miután 1898-ban első felesége, a harmincéves Louise Grobler meghalt, feleségül vette egyik munkatársának, akkor 35 éves lányát, Antonie Bernhardine Mennongot. Antonie három gyermeket hozott világra, akik közül a középső gyermek nem sokkal születése után meghalt. Theodor Bormann nem sokkal 41. születésnapja után, 1903. július 8-án váratlanul meghalt.
1929. szeptember 2-án Martin Bormann Sollnban feleségül vette Gerda Buchot, Walter Buch idősebb lányát. Tíz gyermekük született, akik közül egy születése után nem sokkal meghalt. Gyermekeik:
- Adolf Martin Bormann (1930. április 14., keresztapja Adolf Hitler) (a háború után pap lett)
- Ilse Bormann (1931. július 9., ikertestvére meghalt)
- Irmgard Bormann (1933. július 25.)
- Rudolf Gerhard Bormann (1934. augusztus 31.)
- Heinrich Hugo Bormann (1936. június 13., keresztapja Heinrich Himmler)
- Eva Ute Bormann (1938. augusztus 4.)
- Gerda Bormann (1940. október 23.)
- Fred Hartmut Bormann (1942. március 4.)
- Volker Bormann (1943. szeptember 18.)

## Élete
Bormann az első világháború után ún. Freikorps-harcos volt, 1923-ban Rudolf Hößszel, Auschwitz későbbi parancsnokával részt vett egy politikai gyilkosságban, amiért 1 év börtönre ítélték. 1928-ban belépett a Nemzetiszocialista Német Munkáspártba. Rövid ideig Fritz Sauckel (akkor Weimar Gauleitere) sofőre volt. 1928-ban az SA egyik parancsnokaként tovább bővítette az NSDAP segélykasszáját. 1933-ban Hitler helyettese, Rudolf Heß stábját vezette, ahol nélkülözhetetlenné vált. A magasabb pártkörökben ekkor Bormann még súlytalan volt.
Adolf Hitler kinevezte vagyonának gondnokává és megbízta a Berghof építésével, felügyeletével. Bormann gondoskodva Hitler nyugalmáról, szomszédait kiköltöztette. Bormann akkor már háttérbe szorította Hitler addigi személyes környezetét, így Wilhelm Brückner SA-Obergruppenführert, Hitler adjutánsát. 
Miután Rudolf Heß 1941-ben Nagy-Britanniába repült, Hitler nem nevezett ki új helyettest, hanem Bormannt tette meg a pártkancellária főnökévé birodalmi miniszteri jogkörben. Bormann nem hivatalosan az egyik leghatalmasabb emberré vált Németországban Hitler után. Ahogyan folytatódott a háború, egyre nagyobb befolyást nyert, ő lett a bejárat Hitlerhez. 1943. április 12-én Hitler kinevezte titkárává. Állandó közelségével, ahogyan Hitler egyre inkább a háborús ügyekkel foglalkozott, akkora befolyásra tett szert, mint a nemzetiszocialista nagyok: Hermann Göring, Heinrich Himmler vagy Albert Speer. Hitler a végrendeletében leghűségesebb párttársának nevezte. Hitler és Eva Braun öngyilkossága előtt, az esküvőjükön Bormann volt Hitler tanúja.

## Halála
A pártkörök és katonák által egyaránt nem kedvelt Bormann ott maradt a Führerbunkerben egészen Hitler haláláig. A párt és katonai vezetők hiánya megerősítette Bormann legitimitását. Hitler és felesége holttestének elégetésénél még jelen volt, majd május elsején eltűnt. 
1946-ban a háborús főbűnösök ellen Nürnbergben folytatott perben halálra ítélték távollétében. A per idején Bormann hollétéről és haláláról sem volt mindent kizáró bizonyíték, annak ellenére, hogy Arthur Axmann a bíróság előtt mint tanú állította, hogy látta Bormann holttestét. Axmann elmondása szerint, 1945 májusának elsején Bormann és Hitler utolsó orvosa, dr. Ludwig Stumpfegger egy menekülő csoporttal elhagyták a Führerbunkert és sikeresen áttörték a Kancelláriát körülzáró ostromgyűrűt. Axmann akkori megfigyelése és későbbi elmondása alapján Bormann túlélte annak a páncélosnak a felrobbanását, amelynek fedezete alatt sikerült áttörniük az orosz ostromlók első során. Martin Bormann és dr. Stumpfegger május 2-án éjszaka, feltehetőleg 1 és 3 óra között a Lehrter Pályaudvar felé vezető vasúti hídon, az Invalidenstraßén, felismerve kilátástalan helyzetüket, hogy nem tudnak elmenekülni Berlinből, méregkapszulával öngyilkosok lettek. Állítása szerint ő és adjutánsa, Günter Weltzin találta meg a két egymás mellett fekvő holttestet, 1945. május 2-a kora reggeli óráiban. Axmann a két holttestet Martin Bormannként és Ludwig Stumpfeggerként azonosította. Stumpfegger rangjelzés nélküli egyenruhát viselt. Három évtizeden át Axmann volt Bormann halálának koronatanúja. 
Miután a holttesteket nem találták meg, a Berchtesgadeni Bíróság 1954. március 10-én hivatalosan halottnak nyilvánította. A '60-as évek közepén a frankfurti államügyészség jelentése szerint a Lehrter Bahnhof környéki ásatások eredménytelenül zárultak. Évekkel később, 1972. december 7-én a Lehrter Bahnhof környékén végzett földalatti kábelmunkálatok alatt két csontvázat találtak. Axmann vallomása és a kirendelt igazságügyi orvosszakértők, fogorvosok és antropológusok vizsgálata alapján a két csontvázat Bormannhoz és Stumpfeggerhez rendelték. Mindkét koponyánál a fogak között hidrogéncianid-ampullából származó üvegtörmeléket találtak. Bormann csontvázának minden kétséget kizáró azonosítására véglegesen egy 1998-as DNS-teszttel került sor. A csontvázak személyazonosságának megállapításáig olyan hírek terjedtek el, amelyek szerint Bormann Dél-Amerikában telepedett le.
„Martin Bormann 1945. május 2-án éjszaka, egy és három óra között egy vasúti hídon, az Invalidenstraßén Berlinben, néhány órával bűntársa, Hitler után meghalt. – Ezzel a kijelentéssel jelentette be a hesseni főállamügyész, dr. Horst Gauf 1973. április 11-én egy frankfurti sajtókonferencián, a tizenkét évig tartó, az egykori Reichsleiter utáni kutatás végét. Bormann nyomozási aktája lezárult.” – Frankfurter Allgemeine Zeitung, 1973. április 12.

## Könyve magyarul
- Adolf Hitler politikai testamentuma, 1945. február-április. Lejegyezte Martin Bormann személyesen; ford. Vinczvári László; Nemzetek Európája, Bp., 2001 (Nemzetek Európája zsebkönyvek)